# Eotetranychus mollis
Eotetranychus mollis är en spindeldjursart som beskrevs av Meyer 1974. Eotetranychus mollis ingår i släktet Eotetranychus och familjen Tetranychidae. Inga underarter finns listade i Catalogue of Life.